# Michał Kupstas
Michał Kupstas (ur. 10 czerwca 1897 w Simnie, zm. 4 stycznia 1966 w Sejnach) – starszy sierżant Wojska Polskiego, kawaler Orderu Virtuti Militari.

## Życiorys
Urodził się 10 czerwca 1897 w Simnie, w ówczesnym powiecie kalwaryjskim guberni suwalskiej, w rodzinie Michała (kolejarza) i Justyny z Opolskich.
W 1915 został wcielony do armii rosyjskiej, z której zdezerterował. Pod koniec września 1918 przystąpił do litewskich struktur Polskiej Organizacji Wojskowej, służył również w oddziale Muraszki. W styczniu 1919 przybył do Zambrowa, gdzie został wcielony do ówczesnego 1 Pułku Strzelców Suwalskich, w którego szeregach uczestniczył w walkach wojny polsko-bolszewickiej, awansując na plutonowego.
Został odznaczony Krzyżem Srebrnym Orderu Virtuti Militari za czyny męstwa okazane podczas działań wojennych w okolicach Mińska (Operacja Mińsk). Tam bowiem w dniu 22 lipca 1919 roku, w trakcie bitwy pod wsią Sosnowce i kontrataku bolszewików, przedarł się na tyły przeciwnika z rozkazem dla 4 kompanii 41 pułku piechoty, przyczyniając się walnie do powodzenia akcji wojsk polskich. 
Do 1932 służył w Wojsku Polskim jako podoficer zawodowy. W stan spoczynku przeszedł w randze starszego sierżanta. W drugiej połowie lat 30. XX w. mieszkał w Suwałkach przy ulicy Wigierskiej 66. Zmarł w Sejnach i pochowany został na tamtejszym cmentarzu parafialnym.
Był żonaty z Adelą z Ostrowskich, z którą miał syna Witolda i córkę Helenę.

## Ordery i odznaczenia
- Krzyż Srebrny Orderu Virtuti Militari nr 750 – 22 lutego 1921[7][8][5]
- Krzyż Walecznych[9]
- Brązowy Krzyż Zasługi[9]
- Medal Pamiątkowy za Wojnę 1918–1921[9]
- Medal Dziesięciolecia Odzyskanej Niepodległości[9]